# Pan Wołodyjowski

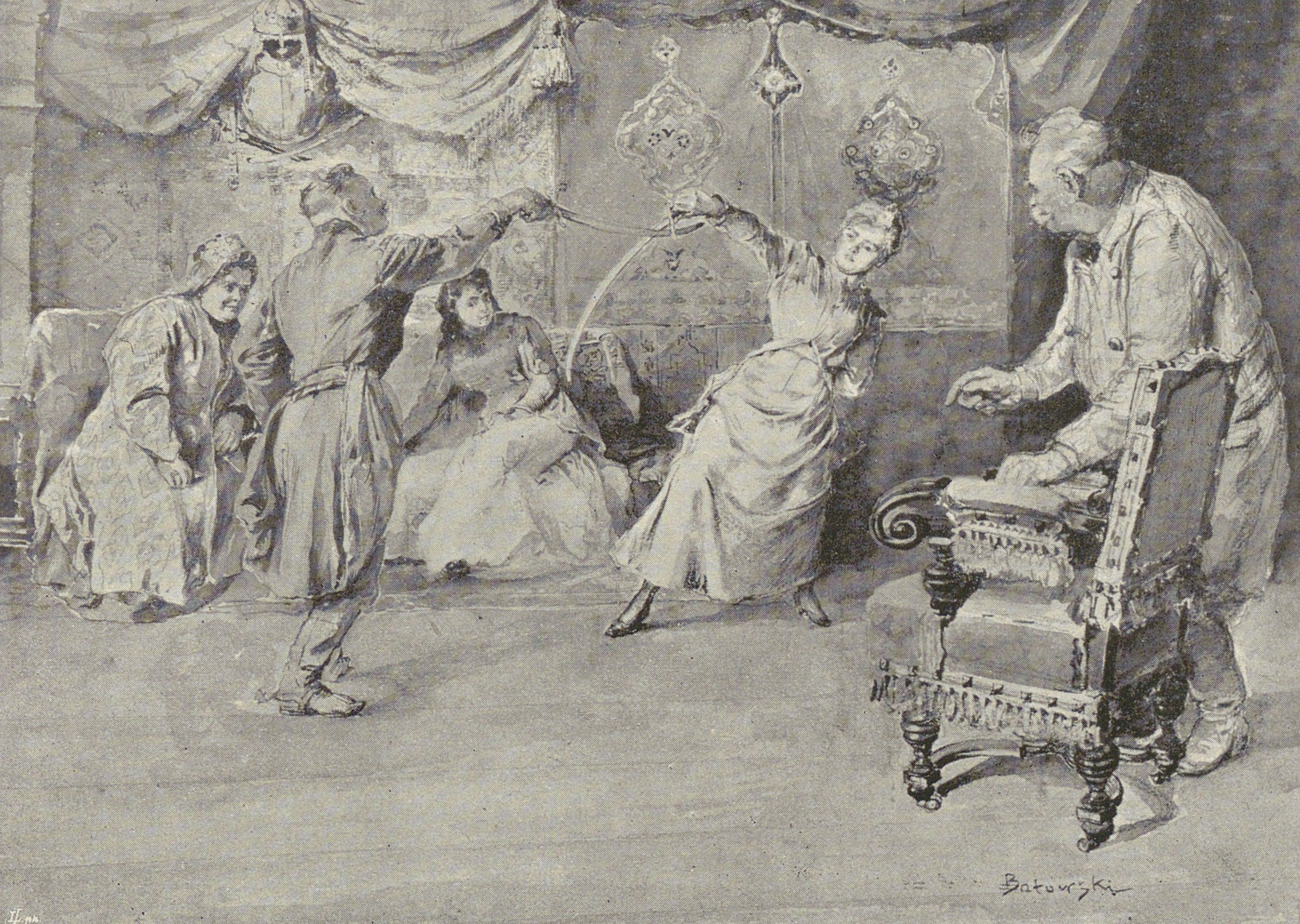
Pan Wołodyjowski uczy Basię fechtów (rys. Stanisław Batowski Kaczor)

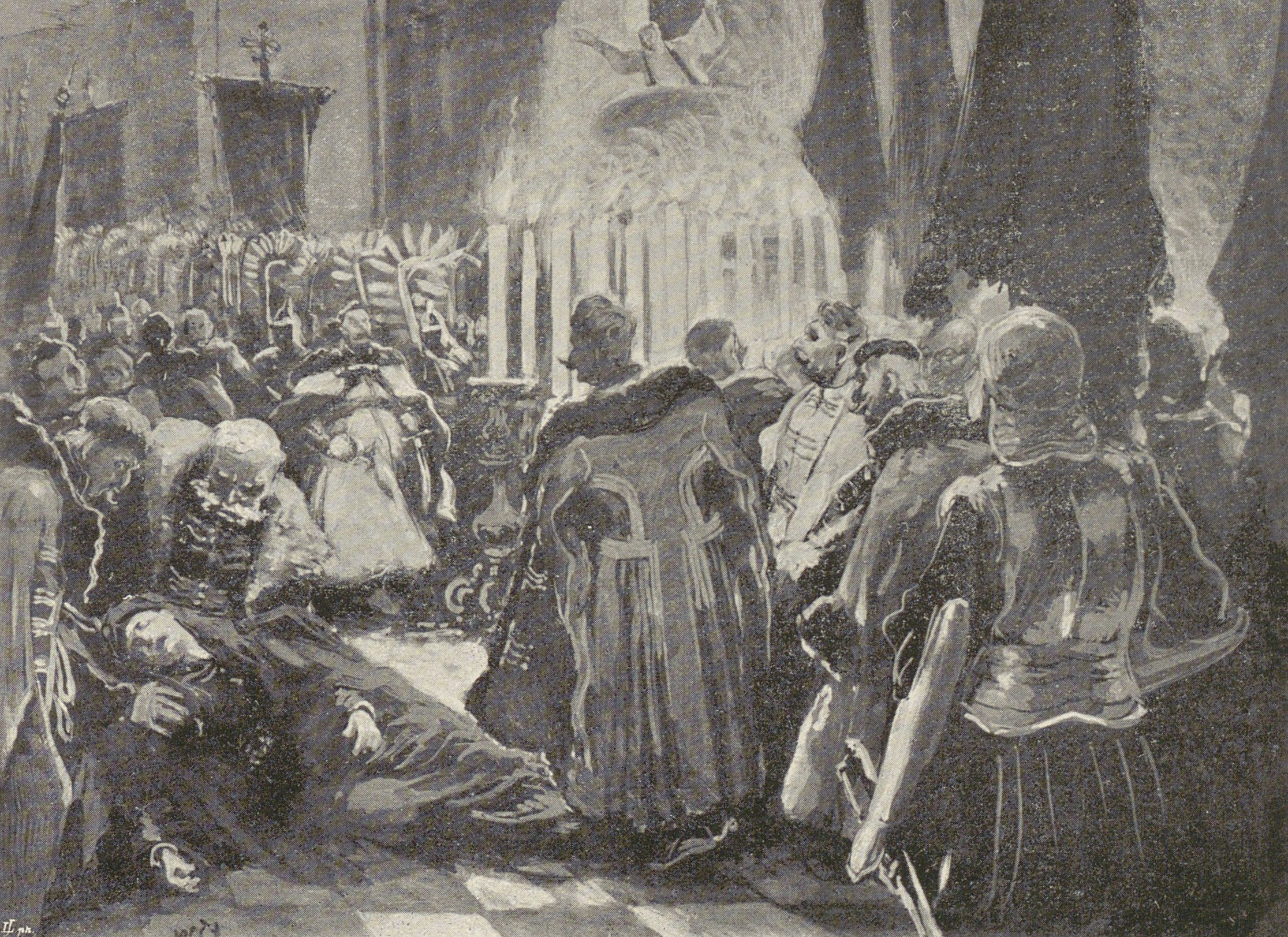
Pogrzeb Wołodyjowskiego (rys. Włodzimierz Tetmajer)

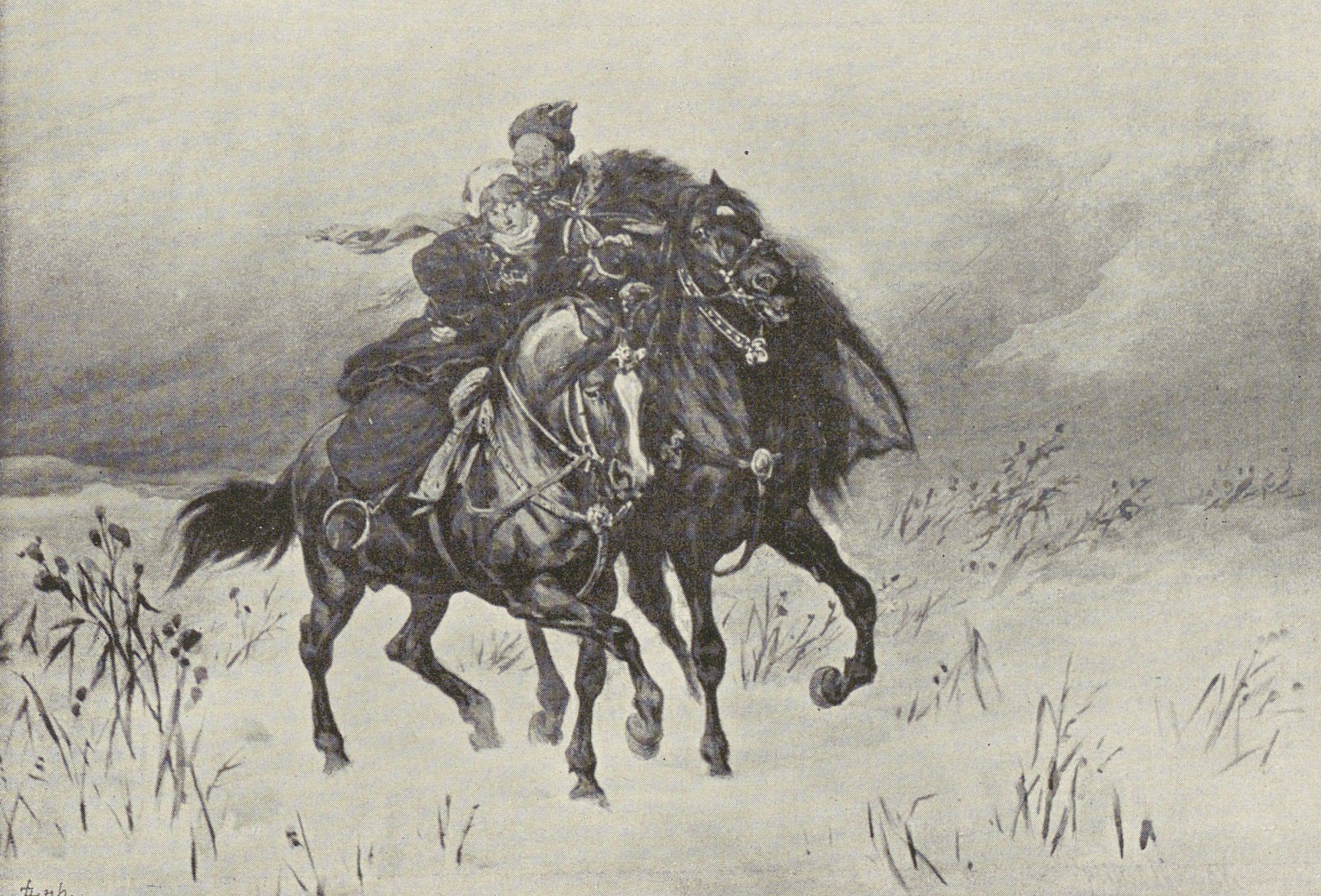
Porwanie Basi przez Azję (rys. Juliusz Kossak)

Pan Wołodyjowski – powieść historyczna Henryka Sienkiewicza, wydana w latach 1887–1888 w Warszawie nakładem dziennika „Słowo”; trzecia z powieści tworzących Trylogię (pozostałe części to Ogniem i mieczem oraz Potop). Postać tytułowa, Michał Wołodyjowski, pojawia się w poprzednich tomach trylogii, wsławiając się chlubnymi czynami.
Pełny tekst:  Pana Wołodyjowskiego  w Wikiźródłach 

  Pobierz jako: EPUB   • PDF   • MOBI  

## Publikacja i tło historyczne
Powieść była publikowana w odcinkach w latach 1887–1888 w dzienniku „Słowo”, wydano ją w latach 1887–1888 w Warszawie nakładem tego samego dziennika. Niemal równocześnie z pierwszymi cyklicznymi publikacjami, odcinki pojawiały się także w dzienniku krakowskim „Czas” i w „Dzienniku Poznańskim”. Wydanie książkowe miało miejsce w latach 1887–1888. Część rękopisu powieści przechowywana jest w Ossolineum we Wrocławiu.

### Postaci autentyczne
Sienkiewicz wzorował postać Michała Wołodyjowskiego na autentycznym rycerzu Jerzym Wołodyjowskim. Towarzysz Wołodyjowskiego, Piętka, także istniał naprawdę. Z kolei postać Basi Wołodyjowskiej powstała na kartach powieści z inspiracji żoną Jerzego, Krystyną Jeziorkowską, jednak charakterologicznie obie kobiety były bardzo różne. Postacią częściowo autentyczną jest też Ketling (oryginalnie: Hekling / Heiking), major artylerii w Kamieńcu. Autor, bazując na prawdziwej biografii, skojarzył go z adoratorem Oleńki z wcześniejszych tomów, Hesslingiem. Nie do końca dobrze uźródłowioną historią, na której bazie Sienkiewicz tworzy wątek Zosi Boskiej, a także Ewki, jest biografia Adama Nowowiejskiego (zagończyk służący pod komendą Ruszczyca w Raszkowie). Inną postacią autentyczną jest pan Motowidło, podwładny książkowego pułkownika Wołodyjowskiego: zginął on pod Chocimem. Autentyczną postacią w powieści jest hetman Sobieski.

### Wydarzenia historyczne
W akcji powieści pisarz zawarł następujące wydarzenia historyczne:
- elekcja Michała Korybuta Wiśniowieckiego (1669)
- oblężenie Kamieńca Podolskiego (1672)
- bitwa pod Chocimiem (1673)

## Fabuła
Fabuła powieści dzieje się głównie na Kresach i przedstawia wydarzenia historyczne z lat 1668–1673 (okres wojen z Turcją za panowania Michała Wiśniowieckiego). Tytułowy „pan Wołodyjowski”, nazywany też „Małym Rycerzem”, to Jerzy Michał Wołodyjowski znany z poprzednich części powieści: 42-letni, oddany Polsce i swojej rodzinie, pułkownik i dowódca o najwyższym morale i nie splamionym zdradą sumieniu. W ostatniej części Trylogii pan Wołodyjowski po licznych perypetiach, walkach z tureckim najeźdźcą, osobistych kłopotach (m.in. lęk o porwaną przez Azję ukochaną Baśkę), ginie samobójczą śmiercią, broniąc Kamieńca Podolskiego. Ostatnie słowa jakie przekazuje żonie brzmią: „Nic to”.

## Adaptacje
- Pan Wołodyjowski – film fabularny z 1969 w reżyserii Jerzego Hoffmana
- Przygody pana Michała – serial telewizyjny z 1969 w reżyserii Pawła Komorowskiego